# Aeroporto de Glasgow
O Aeroporto de Glasgow (em inglês: Glasgow Airport) (IATA: GLA, ICAO: EGPF) é um aeroporto internacional localizado na cidade de Paisley e que serve principalmente à cidade de Glasgow, na Escócia, sendo o segundo mais movimentado da Escócia.